# Шлина
Шлина (рус. Шлина) река је у Тверској области, на северозападу европског дела Руске Федерације.
Река Шлина свој ток започиње као отока језера Шлино које се налази на самој граници Тверске и Новгородске области, на источним деловима Валдајског побрђа. На месту њеног истицања из језера налази се брана којом се регулише ниво воде у реци.
У горњем делу тока карактерише је нешто бржи ток и бројнији брзаци, а ширина корита у том делу тока је до 20 метара. Нешто је мирнија у средњем делу тока, да би у доњем делу поново постала бржа. У тим деловима корито се шири до 40 метара. Обале су обрасле ливадском вегетацијом и боровим шумама. Улива се у вештачко Вишњеволочко језеро на реци Цна код варошице Красномајски. Припада басену реке Мсте, односно Балтичког мора.
Укупна дужина водотока је 102 километра, а површина сливног подручја око 2.570 км². Просечан проток у зони ушћа је 15,4 м³/с.
Најважније притоке су Шлинка са леве и Граничнаја, Крупица и Лоница са десне стране.